# NGC 4067
NGC 4067 é uma galáxia espiral (Sb) localizada na direcção da constelação de Virgo. Possui uma declinação de +10° 51' 16" e uma ascensão recta de 12 horas, 04 minutos e 11,5 segundos.
A galáxia NGC 4067 foi descoberta em 15 de Março de 1784 por William Herschel.